# Tournoi de clôture du championnat du Honduras de football 2002
Navigation
Saison précédente Saison suivante
Le Tournoi Clausura 2002 est le neuvième tournoi saisonnier disputé au Honduras.
C'est cependant la 40e fois que le titre de champion du Honduras est remis en jeu.
Lors de ce tournoi, le CD Motagua a tenté de conserver son titre de champion du Honduras face aux neuf meilleurs clubs honduriens.
Chacun des dix clubs participant était confronté deux fois aux neuf autres équipes. Puis les quatre meilleures se sont affrontées lors d'une phase finale à la fin du tournoi.
Seulement une place était qualificative pour la Copa Interclubes UNCAF.

## Les 10 clubs participants
| \| Broncos UNAH Real Comayagua CD Marathon Real España CD Motagua CD Olimpia CD Motagua CD Olimpia CD Platense CD Marathon Real España Deportes Savio CD Victoria CD Vida CD Victoria CD Vida \| Localisation des clubs. |
| Broncos UNAH Real Comayagua CD Marathon Real España CD Motagua CD Olimpia CD Motagua CD Olimpia CD Platense CD Marathon Real España Deportes Savio CD Victoria CD Vida CD Victoria CD Vida                               |

| Club                | Stade                        | Capacité | Ville               |
| Broncos UNAH        | Stade Fausto Flores Lagos    | 5 000    | Choluteca           |
| Real Comayagua (en) | Stade Carlos Miranda         | 10 000   | Comayagua           |
| CD Marathon         | Stade Yankel Rosenthal       | 15 000   | San Pedro Sula      |
| CD Motagua          | Stade Tiburcio Carias Andino | 35 000   | Tegucigalpa         |
| CD Olimpia          | Stade Tiburcio Carias Andino | 35 000   | Tegucigalpa         |
| CD Platense         | Stade Excelsior              | 10 000   | Puerto Cortés       |
| Real España         | Stade Francisco Morazán      | 20 000   | San Pedro Sula      |
| Deportes Savio      | Stade Sergio Antonio Reyes   | 3 000    | Santa Rosa de Copán |
| CD Victoria         | Stade Nilmo Edwards          | 25 000   | La Ceiba            |
| CD Vida             | Stade Nilmo Edwards          | 25 000   | La Ceiba            |

## Compétition
Le tournoi Clausura s'est déroulé de la même façon que les tournois saisonniers précédents, en deux phases :
- La phase de qualification : les dix-huit journées de championnat.
- La phase finale : les matchs aller-retour allant des demi-finales à la finale.

### Phase de qualification
Lors de la phase de qualification les dix équipes affrontent à deux reprises les neuf autres équipes selon un calendrier tiré aléatoirement.
Les quatre meilleures équipes sont qualifiées pour les demi-finales.
Le classement est établi sur le barème de points classique (victoire à 3 points, match nul à 1, défaite à 0).
Le départage final se fait selon les critères suivants :
- Le nombre de points.
- La différence de buts générale.
- La différence de buts particulière.
- Le nombre de buts marqué.

### Classement
| Rang | Équipe                  | Pts | J  | G | N  | P  | Bp | Bc | Diff |
| ---- | ----------------------- | --- | -- | - | -- | -- | -- | -- | ---- |
| 1    | CD Olimpia              | 33  | 18 | 9 | 6  | 3  | 31 | 16 | +15  |
| 2    | CD Platense             | 31  | 18 | 9 | 4  | 5  | 35 | 25 | +10  |
| 3    | CD Marathon             | 29  | 18 | 8 | 5  | 5  | 27 | 21 | +6   |
| 4    | CD Victoria             | 25  | 18 | 6 | 7  | 5  | 19 | 21 | -2   |
| 5    | Real España             | 23  | 18 | 5 | 8  | 5  | 16 | 15 | +1   |
| 6    | Broncos UNAH            | 23  | 18 | 5 | 8  | 5  | 13 | 18 | -5   |
| 7    | Deportes Savio          | 21  | 18 | 6 | 3  | 9  | 19 | 25 | -6   |
| 8    | CD Motagua (T)          | 19  | 18 | 4 | 7  | 7  | 12 | 16 | -4   |
| 9    | CD Vida                 | 19  | 18 | 3 | 10 | 5  | 16 | 21 | -5   |
| 10   | Real Comayagua (en) (P) | 16  | 18 | 4 | 4  | 10 | 20 | 30 | -10  |

| Légende : Qualifications et relégations | Légende : Qualifications et relégations                  |
| --------------------------------------- | -------------------------------------------------------- |
|                                         | Qualifié pour les demi-finales                           |
|                                         | (T) : Tenant du titre (P) : Promu de la saison 2000-2001 |

#### Matchs
| Résultats (▼dom., ►ext.)                                   | Com | Esp | Mar | Mot | Oli | Pla | Sav | Bro | Vic | Vid |
| Real Comayagua (en)                                        |     | 1-1 | 0-1 | 2-2 | 0-3 | 3-1 | 3-0 | 0-3 | 1-1 | 1-2 |
| Real España                                                | 2-0 |     | 2-1 | 1-0 | 0-0 | 2-4 | 0-1 | 0-0 | 0-0 | 3-0 |
| CD Marathon                                                | 3-1 | 2-1 |     | 1-0 | 1-3 | 1-1 | 0-0 | 4-1 | 3-3 | 2-2 |
| CD Motagua                                                 | 0-1 | 2-0 | 1-1 |     | 2-1 | 1-0 | 0-3 | 2-0 | 0-1 | 1-1 |
| CD Olimpia                                                 | 3-2 | 1-0 | 2-0 | 0-0 |     | 2-3 | 3-2 | 4-1 | 2-0 | 1-1 |
| CD Platense                                                | 3-1 | 1-1 | 2-1 | 3-1 | 0-3 |     | 3-1 | 0-1 | 3-1 | 0-0 |
| Deportes Savio                                             | 0-3 | 0-1 | 0-2 | 0-0 | 2-1 | 2-6 |     | 3-0 | 0-0 | 1-0 |
| Broncos UNAH                                               | 2-0 | 0-0 | 2-1 | 0-0 | 0-0 | 0-0 | 1-0 |     | 1-1 | 0-0 |
| CD Victoria                                                | 2-0 | 1-1 | 0-2 | 1-0 | 1-1 | 1-3 | 0-3 | 2-0 |     | 2-0 |
| CD Vida                                                    | 1-1 | 1-1 | 0-1 | 0-0 | 1-1 | 3-2 | 2-1 | 1-1 | 1-2 |     |
| - Victoire à domicile - Match nul - Victoire à l'extérieur |     |     |     |     |     |     |     |     |     |     |

#### Classement cumulatif
| Rang | Équipe                  | Pts | J  | G  | N  | P  | Bp | Bc | Diff |
| ---- | ----------------------- | --- | -- | -- | -- | -- | -- | -- | ---- |
| 1    | CD Marathon (C)         | 60  | 36 | 16 | 12 | 8  | 55 | 43 | +12  |
| 2    | CD Olimpia              | 58  | 36 | 15 | 13 | 8  | 56 | 34 | +22  |
| 3    | CD Platense             | 58  | 36 | 16 | 10 | 10 | 51 | 39 | +12  |
| 4    | CD Motagua (C)          | 51  | 36 | 12 | 15 | 9  | 34 | 29 | +5   |
| 5    | CD Victoria             | 49  | 36 | 11 | 16 | 9  | 47 | 47 | 0    |
| 6    | Real España             | 47  | 36 | 10 | 17 | 9  | 37 | 30 | +7   |
| 7    | CD Vida                 | 39  | 36 | 6  | 21 | 9  | 36 | 44 | -8   |
| 8    | Broncos UNAH            | 38  | 36 | 8  | 14 | 14 | 33 | 49 | -16  |
| 9    | Real Comayagua (en) (P) | 35  | 36 | 7  | 14 | 15 | 42 | 57 | -15  |
| 10   | Deportes Savio          | 33  | 36 | 7  | 12 | 17 | 38 | 57 | -19  |

| Légende : Qualifications et relégations | Légende : Qualifications et relégations                                                |
| --------------------------------------- | -------------------------------------------------------------------------------------- |
|                                         | Copa Interclubes UNCAF 2002 (Phase de groupe)                                          |
|                                         | Relégué en Liga Nacional de Ascenso                                                    |
|                                         | (C) : Vainqueur d'un des deux tournois de la saison (P) : Promu de la saison 2000-2001 |

### La Phase Finale
Les quatre équipes qualifiées sont réparties dans le tableau final d'après leur classement général, le deuxième affrontant le troisième et le premier affrontant le quatrième lors des demi-finales.
En cas d'égalité sur la somme des deux matchs, c'est la position au classement général qui départage les deux équipes, sauf pour la finale où des prolongations puis une séance de tirs au but ont éventuellement lieu.

#### Tableau
|  |             |            |             |            |            |     |   |        |        |        |        |        |
|  | 1/2 finale  | 1/2 finale | 1/2 finale  | 1/2 finale | 1/2 finale |     |   | Finale | Finale | Finale | Finale | Finale |
|  |             |            |             |            |            |     |   |        |        |        |        |        |
|  |             |            |             |            |            |     |   |        |        |        |        |        |
|  | CD Olimpia  | (1)        | 1           | 2          |            |     |   |        |        |        |        |        |
|  | CD Olimpia  | (1)        | 1           | 2          |            |     |   |        |        |        |        |        |
|  | CD Victoria | (4)        | 0           | 2          |            |     |   |        |        |        |        |        |
|  | CD Victoria | (4)        | 0           | 2          | CD Olimpia | (1) | 1 | 1      |        |        |        |        |
|  |             |            |             |            |            | (1) | 1 | 1      |        |        |        |        |
|  |             |            | CD Marathon | (3)        | 4          | 0   |   |        |        |        |        |        |
|  | CD Platense | (2)        | CD Marathon | (3)        | 4          | 0   | 1 | 0      |        |        |        |        |
|  | CD Platense | (2)        |             |            |            |     | 1 | 0      |        |        |        |        |
|  | CD Marathon | (3)        | 2           | 0          |            |     |   |        |        |        |        |        |
|  | CD Marathon | (3)        | 2           | 0          |            |     |   |        |        |        |        |        |

#### Demi-finales
| Club        | Aller | Retour | Club        | Commentaire |
| CD Olimpia  | 1-0   | 2-2    | CD Victoria |             |
| CD Platense | 1-2   | 0-0    | CD Marathon |             |

#### Finale
| Match aller | CD Marathon                                                                          | 4:1   | CD Olimpia         | Stade Yankel Rosenthal |  |
| 23 mai 2002 | Nigel Zúniga 44e · Enrique Reneau 49e (pen.) · Enrique Reneau 52e · Oscar Vargas 85e | (1:0) | Danilo Tosello 60e |                        |  |

| Match retour | CD Olimpia             | 2:4   | CD Marathon       | Stade Tiburcio Carias Andino |  |
| 26 mai 2002  | Gustavo Fuentes 7e 58e | (1:0) | 49e 77e 85e 90+4e |                              |  |

## Bilan du tournoi
| Tableau d'Honneur     |             |
| Compétition           | Vainqueur   |
| Tournoi Clausura 2002 | CD Marathon |

| Qualifications continentales 2002-2003 |                        |
| Copa Interclubes UNCAF                 | Qualifiés              |
| Phase de groupe                        | CD Marathon CD Motagua |

| Promotions et relégations           |                         |
| Relégué en Liga Nacional de Ascenso | Deportes Savio          |
| Promu de Liga Nacional de Ascenso   | Honduras Salzbourg (en) |